# Abel Luciatti
Abel Luciatti (sinh ngày 18 tháng 2 năm 1993) là một cầu thủ bóng đá người Argentina.

## Sự nghiệp câu lạc bộ
Abel Luciatti đã từng chơi cho Renofa Yamaguchi FC.